# وفاء سلطان
وفاء سلطان (بالإنجليزية: Wafa Sultan) (14 يونيو 1958 -)، هي مواطنة أمريكية من أصل سوري تعيش في لوس أنجلوس. ولدت في بانياس، سوريا. أصبحت مشهورة منذ أحداث 11 سبتمبر 2001 من خلال مهاجمتها للإسلام وذلك على خلفية مناقشات سياسية عن الشرق الأوسط، كما اشتهرت لكتابتها بعض المقالات العربية والتي تنشر إلكترونيا بشكل شبه شهري على الموقع الرسمي لمؤسسة الحوار المتمدن حيث تصدر لها مجموعة مقالات. ظهرت على شاشة التلفاز على قناة الجزيرة القطرية والـ سي إن إن الأمريكية. هاجرت وفاء سلطان وزوجها إلى الولايات المتحدة الأمريكية في عام 1989 وهما الآن مواطنان أمريكيان.
في عام 2006 صنفتها مجلة تايم كواحدة من أكثر الشخصيات تأثيرا في العالم ، تقول المجلة «هي كاتبة وناشطة من أجل حقوق النساء المسلمات» وفي نفس المقال تقول وفاء سلطان «الصراع الذي نشهده الآن حول العالم هو صراع بين عقلية ترجع للعصور المظلمة وعقلية القرن الواحد والعشرين»، «هو الصراع بين الحرية والتشدد»

## مقابلاتها التلفزيونية
في 21 فبراير/شباط 2006، شاركت في برنامج الجزيرة الأسبوعي الاتجاه المعاكس عبر الأقمار الاصطناعية من لوس أنجلوس، في مُناقشة لمقدم البرنامج فيصل القاسم والدكتور إبراهيم الخولي عن نظرية صراع الحضارات لسامويل هنتنجتون. وانتشر تسجيل البرنامج على صفحات الإنترنت وفي البريد الإلكتروني.
شاركت مرة أخرى في برنامج الاتجاه المعاكس يوم 4 آذار 2008 وكانت الحلقة مخصصة للتحدث عن حريات التعبير الدينية والرسوم الكاريكاتورية الساخرة من الإسلام والتي ظهرت على صفحات صحيفة دنماركية.

## نقطة التحول والردة عن الإسلام
قالت وفاء إنها كانت مصدومة جداً بسبب العمليات التي ارتكبها جماعة الإخوان المسلمون في سنة 1979 بحق السوريين، ومن ضمنها استخدام السلاح الرشاش لقتل أستاذها في جامعة حلب حيث كانت تدرس الطب. وتقول وفاء "قاموا بإطلاق مئات الطلقات عليه" وتكمل كلامها "منذ تلك النقطة، خسرت ثقتي بإلههم - إي اله المسلمين - وبدأت في التشكيك بكل تعاليم
الإسلام. وكانت هذه نقطة التحول في حياتي، وقد جلبتني إلى ما أنا عليه اليوم. أجبرت على أن ابحث عن إله آخر".
تعتقد وفاء سلطان أن «المشكلة مع الإسلام لها جذورها القوية في تعاليمه، فالإسلام ليس ديناً فحسب، ولكنه أيديولوجية سياسية ويحرض على العنف ويطبق جدول أعماله بالقوة». وفي نقاش مع أحمد بن محمد، قالت «كانت هذه التعاليم -أي تعاليم الإسلام- هي التي شوهت هذا الإرهابي وقتلت إنسانيته».

## آراؤها الدينية وانتقادها للإسلام
هي ملحدة ولا دينية من خلفية نصيرية وتنتقد في أرائها وبشدة الإسلام من ناحية معالجته لقضايا المرأة والفكر الاقصائي والحض على العنف.[بحاجة لمصدر]
تصف سلطان بأنها تشهد «معركة بين الحداثة والبربرية التي سيخسرها الإسلام». ولقد تلقت تهديدات هاتفية لها من أشخاص مسلمين ، ومدح من الإصلاحيين. وأنه «لا يوجد رجل يهودي فجر نفسه في مطعم ألماني»، وتلقت دعوة إلى زيارة القدس من قبل الكونغرس اليهودي الأمريكي.
وتعتقد سلطان أن «مشكلة الإسلام متجذرة في تعاليمه. فالإسلام ليس دينًا فقط، وإنما هو أيضًا أيديولوجية سياسية تدعو إلى العنف وتطبق أجندته بالقوة». وفي نقاش مع أحمد بن محمد، قالت: «كانت هذه تعاليم الإسلام التي شوهت هذا الإرهابي وقتل إنسانيته».

## مؤلفاتها
ربما كان كتاب «نبيك هو أنت! لا تعش داخل جبته» من أشهر مؤلفات الدكتورة وفاء سلطان حيث تشرح فيه بتعمق انحصار الفكر العربي في الزاوية الدينية عبر ما يدعى بالجهاز العقائدي وبنيته المعقدة.[بحاجة لمصدر]